# Chien d'arrêt allemand à poil long
Pour les articles homonymes, voir Chien d'arrêt allemand et Braque allemand.
Le chien d'arrêt allemand à poil long, plus communément appelé langhaar, est une race de chien d'arrêt d'origine allemande appartenant au 7e groupe de la Fédération cynologique internationale. C'est un chien de taille moyenne, au poil long raide ou ondulé et à la robe généralement marron unicolore.

## Histoire
Le langhaar est une race de chien traditionnellement utilisée par les forestiers allemands comme chien de chasse, chien de garde et pour détruire les nuisibles. Les ancêtres de cette race étaient des chiens d’oysel, des chiens d'eau, des chiens courants et des brachets. L'élevage de sélection en race pure commence dès 1879. En 1897, le baron von Schorlemer établit pour la première fois le standard de la race. Quelques sujets sont importés en Hollande où ils sont sélectionnés pour devenir des chiens athlétiques et sportifs. La race est bien représentée aux Pays-Bas où ce chien est utilisé pour la chasse et le field trial et des langhaars hollandais sont régulièrement présentés au championnat du monde des chiens d’arrêts. En France, la race est faiblement représentée et les éleveurs français utilisent essentiellement des souches hollandaises et allemandes.

## Standard

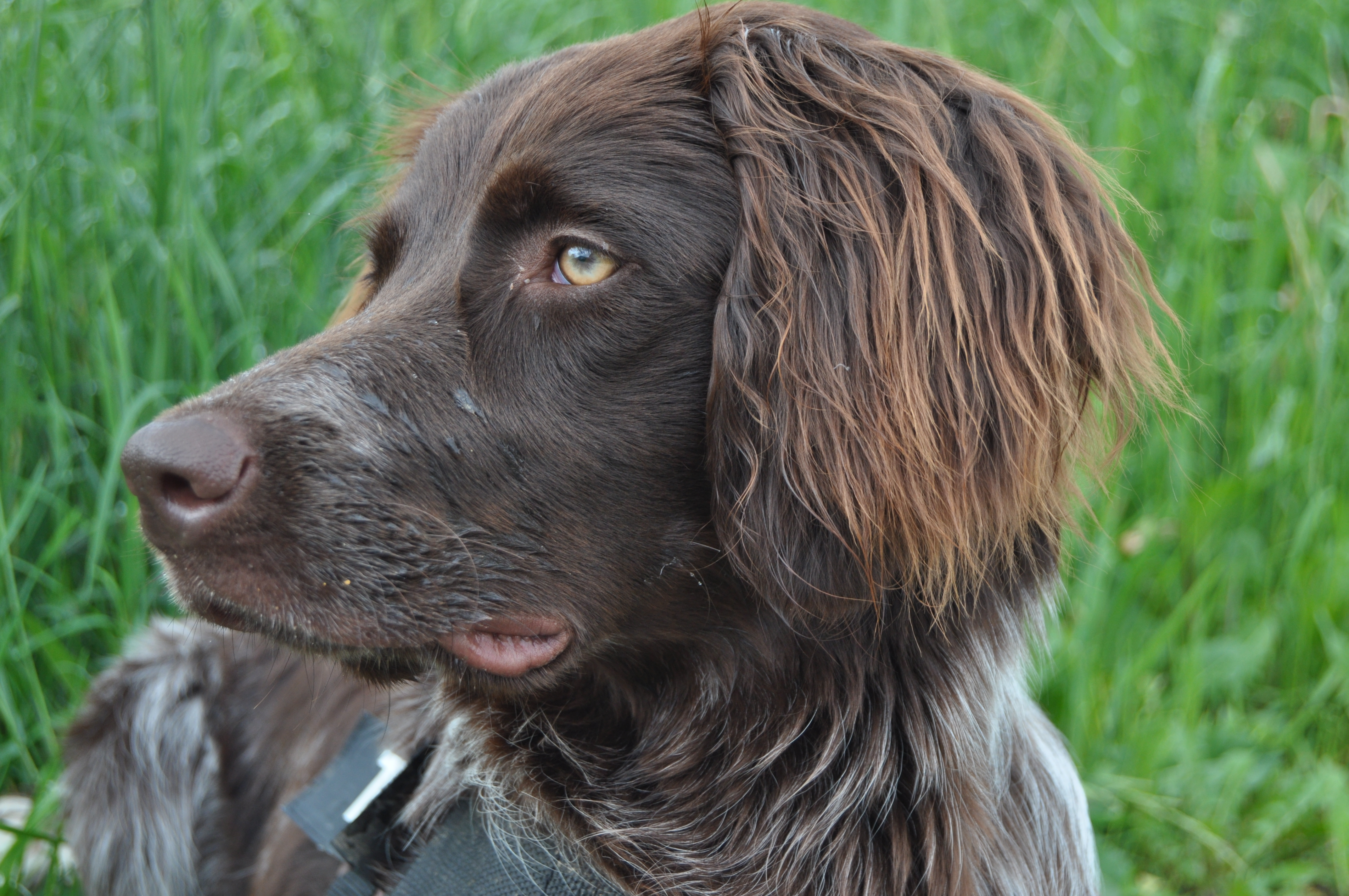
Portrait d'un langhaar.

Le langhaar est un chien d'arrêt puissant et musclé, décrit comme solide, musclé et aux lignes élégantes, la sélection rejetant les sujets trop massifs ou lourdauds. L’épaule est un peu plus haute que la croupe. Vus de devant ou de derrière, les os des membres antérieurs et postérieurs doivent former une ligne à peu près verticale. La queue est portée horizontalement, le dernier tiers étant légèrement relevé. La tête doit être allongée, belle et empreinte de noblesse. Les yeux sont de couleur marron foncé, ni trop enfoncés dans les orbites, ni saillants. Les oreilles sont tombantes et légèrement tournées vers l'avant.
La qualité du poil est un point majeur du standard : il ne doit être ni développé d’une manière exagérée, ni trop court. Il est long, dense et bien couché, plat ou légèrement ondulé. Le sous-poil est présent. Sur les oreilles, le poil est ondulé et retombe en franges. La queue est en panache. Le poil forme des franges à l'arrière des membres antérieurs et une culotte à l'arrière des postérieurs. La couleur de la robe est le marron unicolore, le marron avec des marques blanches ou mouchetées, le rouan foncé, le rouan clair, le truité
.

## Caractère
Le langhaar est décrit dans le standard FCI comme un chien équilibré, calme, d’un tempérament égal, agréable et facile à éduquer. Il a besoin d'entretenir une relation privilégiée avec son maître et l'éducation de base doit être ferme sans être brutale, réalisé avec patience.
Le langhaar s'adapte à la vie en ville mais demande de longues promenades quotidiennes.

## Utilité
Le langhaar est un chien de chasse et un chien de rapport. L'eau ne le rebute pas. Il est spécialisé pour l’arrêt qu’il assure fermement. Il s'adapte à tous les terrains et à tous les gibiers.

## Alimentation
L’alimentation industrielle sèche (croquette) est adaptée au langhaar. Une alimentation de qualité est indispensable pour assurer une bonne croissance jusqu'à 18 mois. Il est conseillé de servir la dose journalière en deux repas afin d'éviter le retournement de l'estomac.